# Lo Sometent
L'Associació Democràtica Catalanista Lo Sometent fou una associació catalanista creada el maig del 1899 i inaugurada l'1 de juliol del mateix any per Lluís Riera com a president i com a secretari Jaume Arqué, animador d'escoles nocturnes catalanes per a obrers. El març del 1900 nomenaren president el doctor Geroni Estrany, qui orientarà el grup vers posicions republicanes, de manera que esdevindrà un dels principals col·laboradors del nou president de la Unió Catalanista, Domènec Martí i Julià. Fou una de les entitats més combatives i separatistes radicals. Fou una de les convocants de la manifestació per l'onze de setembre de 1901 i el 1903 uns dels qui constituïren l'Aplec Catalanista.